# Збройні сили Сан-Томе і Принсіпі
Збройні сили Сан-Томе і Принсіпі ( порт. Forças Armadas de São Tomé e Príncipe) — збройні сили острівної країни
Сан-Томе і Принсіпі, розташованої біля берегів Західної Африки.
Збройні сили держави складаються з невеликого сухопутного та військово-морського контингенту з обмеженим бюджетом. Розташовуючись поруч із стратегічно важливим морським коридором зв'язку в Гвінейській затоці, через недавню занепокоєність з приводу проблем регіональної безпеки, включаючи безпеку для танкерів, що проходять через цей район, військові та інші іноземні військово-морські сили, включаючи США, збільшили свою підтримку збройним силам країни, надавши їй допомогу у вигляді будівельних проектів та навчальних місій, а також інтеграції до міжнародних програм обміну інформацією, включаючи розвідувальну.